# Franziska Gritsch
Franziska Gritsch (Innsbruck, 15 marzo 1997) è una sciatrice alpina austriaca, vincitrice della Coppa Europa nel 2022.

## Biografia
Franziska Gritsch, originaria di Umhausen, ha debuttato nel Circo bianco nel novembre del 2013 disputando uno slalom speciale a Passo Monte Croce/Comelico, valido come gara FIS. In Coppa Europa ha esordito il 31 gennaio 2014 a Spital/Phyrn in supergigante, non riuscendo a concludere la gara, e ha conquistato il primo podio l'8 dicembre 2017  vincendo la combinata di Kvitfjell.
Nel 2017 ai Mondiali juniores che si sono disputati a Åre ha vinto la medaglia d'argento nel supergigante e la medaglia di bronzo nella combinata; il 28 dicembre 2017 ha fatto il suo esordio in Coppa del Mondo non riuscendo a qualificarsi per la seconda manche nello slalom speciale di Lienz. Nel 2018 ai Mondiali juniores che si sono disputati a Davos ha conquistato quattro medaglie, l'argento nel supergigante e nello slalom speciale e il bronzo nella combinata e nella gara a squadre.
Ai Mondiali di Åre 2019, suo esordio iridato, ha vinto la medaglia d'argento nella gara a squadre (partecipando come riserva) ed è stata 8ª nella combinata; il 15 dicembre ha ottenuto a Sankt Moritz in slalom parallelo il primo podio in Coppa del Mondo (3ª). Ai Mondiali di Cortina d'Ampezzo 2021 si è classificata 11ª nello slalom speciale, 11ª nella combinata, non ha completato lo slalom gigante e non si è qualificata per la finale nello slalom parallelo; nella stagione seguente in Coppa Europa si è aggiudicata il trofeo continentale e ai Mondiali di Courchevel/Méribel 2023 si è piazzata 12ª nello slalom gigante, 13ª nello slalom speciale, 5ª nella combinata, 7ª nel parallelo e 4ª nella gara a squadre. Non ha preso parte a rassegne olimpiche.

## Palmarès

### Mondiali
- 1 medaglia:
  - 1 argento (gara a squadre a Åre 2019)

### Mondiali juniores
- 6 medaglie:
  - 3 argenti (supergigante a Åre 2017; supergigante, slalom speciale a Davos 2018)
  - 3 bronzi (combinata a Åre 2017; combinata, gara a squadre a Davos 2018)

### Coppa del Mondo
- Miglior piazzamento in classifica generale: 23ª nel 2023
- 3 podi:
  - 1 secondo posto
  - 2 terzi posti

#### Coppa del Mondo - gare a squadre
- 2 podi:
  - 2 terzi posti

### Coppa Europa
- Vincitrice della Coppa Europa nel 2022
- 13 podi:
  - 9 vittorie
  - 2 secondi posti
  - 2 terzi posti

#### Coppa Europa - vittorie
| Data             | Località      | Paese    | Specialità |
| ---------------- | ------------- | -------- | ---------- |
| 8 dicembre 2017  | Kvitfjell     | Norvegia | KB         |
| 11 gennaio 2018  | Innerkrems    | Austria  | SG         |
| 21 gennaio 2019  | Zinal         | Austria  | GS         |
| 3 febbraio 2022  | Sarentino     | Italia   | SG         |
| 4 febbraio 2022  | Sarentino     | Italia   | SG         |
| 12 febbraio 2022 | Maribor       | Slovenia | GS         |
| 19 febbraio 2022 | Crans-Montana | Svizzera | DH         |
| 24 febbraio 2022 | Bad Wiessee   | Germania | SL         |
| 25 febbraio 2022 | Bad Wiessee   | Germania | SL         |

Legenda:

DH = discesa libera

SG = supergigante

GS = slalom gigante

SL = slalom speciale

KB = combinata

### Australia New Zealand Cup
- Miglior piazzamento in classifica generale: 9ª nel 2025
- 1 podio:
  - 1 secondo posto

### Campionati austriaci
- 5 medaglie[1]:
  - 2 ori (discesa libera nel 2022; supergigante nel 2024)
  - 2 argenti (combinata nel 2017; slalom speciale nel 2022)
  - 2 bronzi (slalom gigante nel 2022; slalom gigante nel 2025)